# Bijejaure (Sorsele socken, Lappland)
Bijejaure är en sjö i Sorsele kommun i Lappland och ingår i Umeälvens huvudavrinningsområde. Sjön har en area på 1,07 kvadratkilometer och ligger 770,2 meter över havet. Bijejaure ligger i Vindelfjällen Natura 2000-område. Sjön avvattnas av vattendraget Vuolejaurbäcken.

## Delavrinningsområde
Bijejaure ingår i det delavrinningsområde (729415-150805) som SMHI kallar för Utloppet av Bijejaure. Medelhöjden är 833 meter över havet och ytan är 7,72 kvadratkilometer. Det finns inga avrinningsområden uppströms utan avrinningsområdet är högsta punkten. Vuolejaurbäcken som avvattnar avrinningsområdet har biflödesordning 3, vilket innebär att vattnet flödar genom totalt 3 vattendrag innan det når havet efter 366 kilometer. Avrinningsområdet består mestadels av kalfjäll (80 procent). Avrinningsområdet har 1,07 kvadratkilometer vattenytor vilket ger det en sjöprocent på 13,9 procent.